# 智利国家电视台
智利国家电视台 （简称TVN） 智利电视网络公司成立于1969年9月18日。 TVN是南美最大的國營电视台之一。

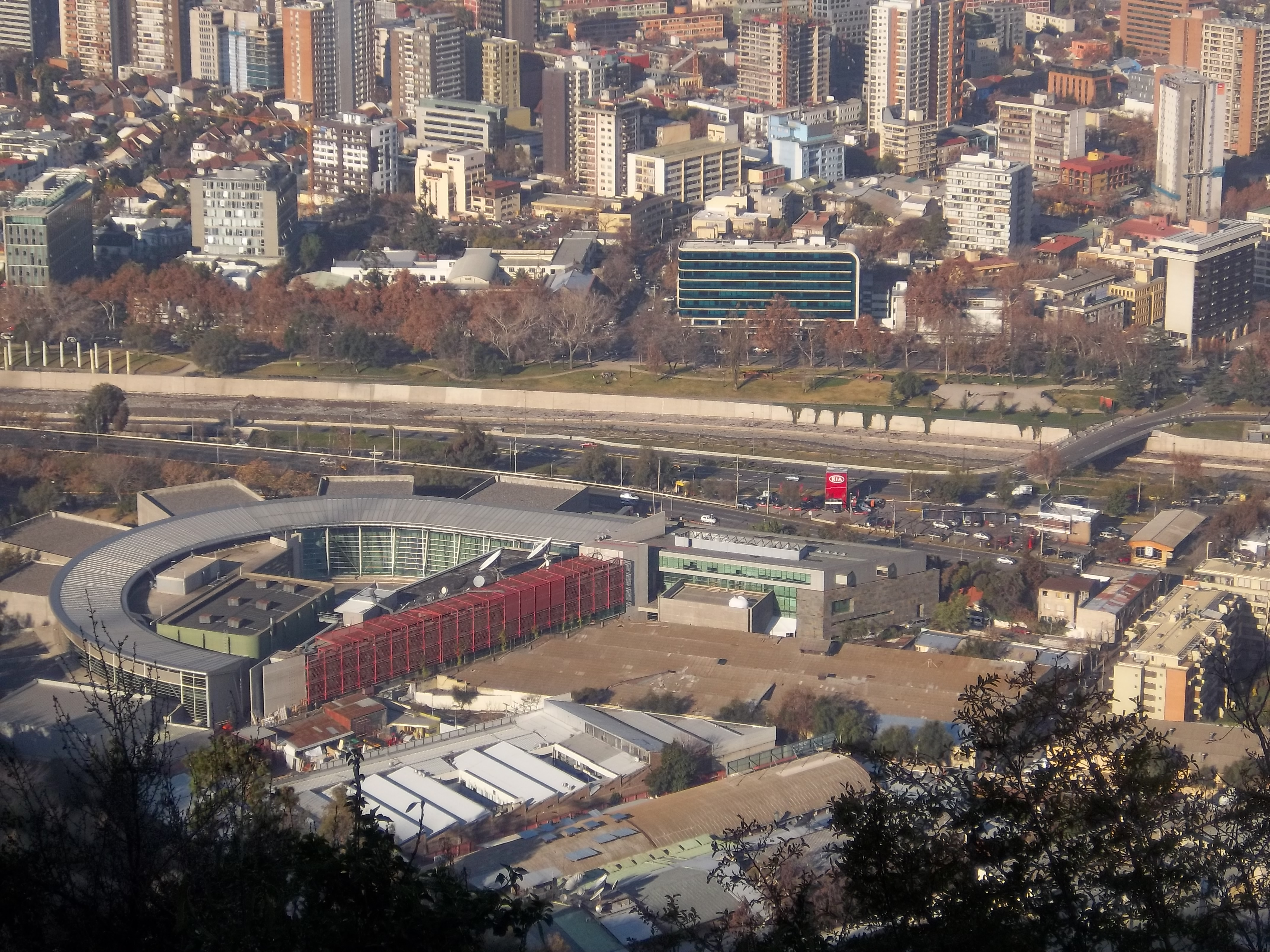
TVN在智利圣地亚哥总部

## 頻道
- TVN
- TVN HD
- TV Chile （国际台）
- Canal 24 Horas
- NTV

## 徽标

1969-1978
1978-1984
1984-1986
1986-1990
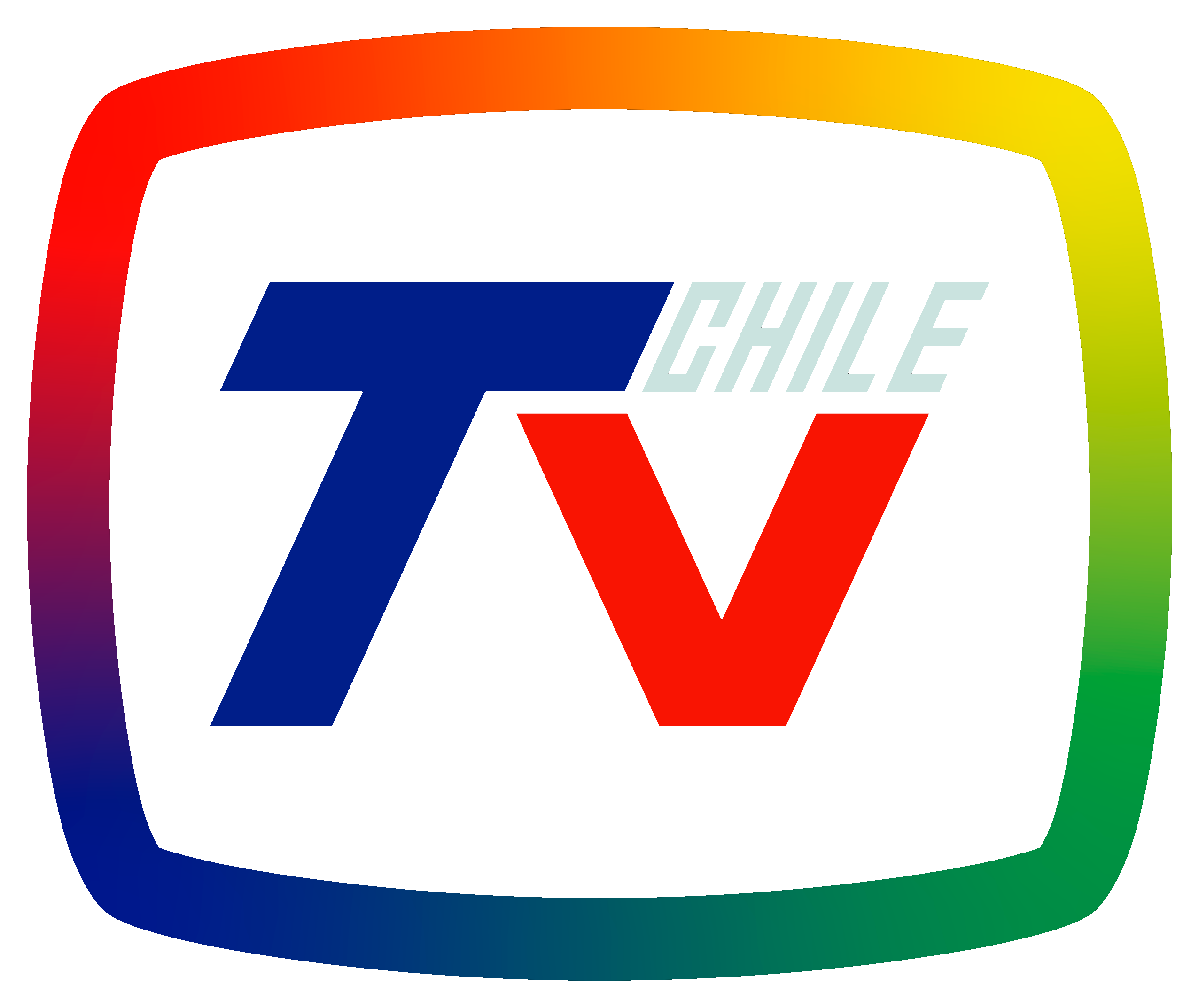
1990
1990-1993
1993-1996
1996-2004
2004-2016
2016-2020
2020–.

## 外部連結
- TVN官方网页 （页面存档备份，存于） （西班牙语）